# نورمان ماثيوز
نورمان ماثيوز (بالإنجليزية: Norm Matthews)‏ هو لاعب كرة قدم أسترالية أسترالي، ولد في 30 أغسطس 1915، وتوفي في 30 ديسمبر 1985.

## وصلات خارجية
- نورمان ماثيوز على موقع AustralianFootball.com (الإنجليزية)
- نورمان ماثيوز على موقع AFLtables.com (الإنجليزية)